# Маревокрай (фільм)
«Маревокрай» (оригінальна назва: «Slumberland») — американський фантастичний пригодницький фільм 2022 року режисера Френсіса Лоуренса за сценарієм Девіда Гуйона та Майкла Гендельмана. Він заснований на коміксі Маленький Немо в країні снів Вінзора Маккея. У фільмі зіграли Джейсон Момоа та Марлоу Барклі, а також Кріс О'Дауд, Кайл Чендлер і Веруче Опіа в ролях другого плану.
Netflix випустив «Маревокрай» 18 листопада 2022 року.
У 2022 році письменник/мультиплікатор Крістіан Дж. Фостер заявив, що «Маревокрай» сплагіатив його однойменний комікс. Він змінив назву на «Slumbernet», щоб уникнути плутанини, попри те, що його книга була опублікована до виходу фільму. Він стверджує, що комікс вкрали, оскільки сценаристи фільму мають контракти з тим самим агентством, яке відхилило його книгу.

## Сюжет
У світі мрій, Країні снів, молода дівчина працює з розбійником, щоб знову побачити свого покійного батька.

## Актори
- Джейсон Момоа в ролі Фліпа, схожого на сатира шахрая, який стає компаньйоном Немо.[2]
- Марлоу Барклі в ролі Немо, молодої дівчини, яка мріє про Країну снів. Вона є гендерно перевернутою версією персонажа, який спочатку з'явився в коміксах 1900-х років.[2]
- Кріс О'Дауд — Філіп
- Веруче Опіа — Агентка Зеленко
- Кайл Чендлер — Пітер, батько Немо
- Індія де Бофор — Міс Арія

## Український дубляж
- Дмитро Гаврилов — Фліп
- Юлія Бондарчук — Немо
- Дмитро Завадський — Філіп
- Антоніна Хижняк — Агентка Зеленко
- Олег Лепенець — Пітер
- Катерина Брайковська — Міс Арія
- Алекс Степаненко — Джамал
- Олена Узлюк — Карла
- Андрій Соболєв — Канадієць

- А також: Кристина Вижу, Юрій Сосков, Катерина Качан, Єлизавета Мостренко, Павло Сироткін, Єлизавета Кокшайкіна, Софія Сітовська, Андрій Мостренко, Єсєнія Селезньова, Єлисей Матюнін, Тимур Бондарчук

Фільм дубльовано студією «Le Doyen» на замовлення компанії «Netflix» у 2022 році.
- Перекладач — Анна Пащенко
- Режисер дубляжу — Катерина Брайковська
- Звукорежисер — Віктор Алферов
- Менеджер проекту — Людмила Король

## Виробництво
3 березня 2020 року було оголошено, що Джейсон Момоа зіграє головну роль в живій екранізації коміксів "Маленький Немо в Маревокраї Вінзора Маккея від режисера Френсіса Лоуренса, а Netflix розпочне розповсюдження та виробництво влітку того ж року. Однак через пандемію COVID-19 зйомки проекту перенесли. 12 жовтня 2020 року Кайл Чендлер приєднався до акторського складу фільму, де вже були підтверджені ролі Кріса О'Дауда та Марлоу Барклі. Зйомки почалися 18 лютого 2021 року в Торонто і завершилися 19 травня 2021 року. Музику написав Пінар Топрак.

## Випуск
Netflix випустив «Маревокрай» 18 листопада 2022 року.

## Рецепція
На вебсайті агрегатора рецензій Rotten Tomatoes 46 % із 13 відгуків критиків є позитивними із середнім рейтингом 5,3/10. Metacritic, який використовує середньозважену оцінку, присвоїв фільму 42 бали зі 100 на основі 8 критиків, вказуючи на «змішані або середні відгуки».